# Леви, Морис (математик)
Мори́с Леви́ (фр. Maurice Lévy; 28 февраля 1838 года, Рибовилле́ — 30 сентября 1910 года, Париж) — французский математик, механик и инженер.

## Биография
Выпускник Высшей школы мостов и дорог; ассистент Бертрана в Коллеж де Франс с 1874 года; профессор Центральной парижской школы (École centrale Paris) с 1875 года, и с 1885 года занимал кафедру аналитической геометрии и небесной механики в Коллеж де Франс. В 1883 году избран в Парижскую академию наук. Иностранный член-корреспондент Петербургской академии наук (1889).
Опубликовал много работ в разных областях чистой и прикладной математики (включая аналитическую геометрию). Его работы по механике относятся к графической статике, кинематике твёрдого тела, гидродинамике и гидравлике, теории упругости и теории пластичности.

## Труды
Публиковал сочинения в «Отчётах Академии наук» (Comptes rendus de l’Académie des sciences) и «Бюллетене математических наук» (Bulletin des sciences mathématiques). Среди наиболее известных работ:
- «Essai théorique et appliqué sur le mouvement des liquides» (1867);
- «La statique graphique et les applications aux constructions» (1874);
- «Sur la transformation des coordonnées curviligne»;
- «Sur les surfaces dont l’élément linéaire est homogène» (1878);
- «Sur le principe d'énergie» (1888).